# Ochthera friderichsi
Ochthera friderichsi är en tvåvingeart som beskrevs av Günther Enderlein 1922. Ochthera friderichsi ingår i släktet Ochthera och familjen vattenflugor.
Artens utbredningsområde är Madagaskar. Inga underarter finns listade i Catalogue of Life.